# Niña de las Peras
La Niña de las Peras es una de las leyendas canarias más populares, que si bien ha sufrido muchas transformaciones a lo largo del tiempo se ha mantenido en lo fundamental.

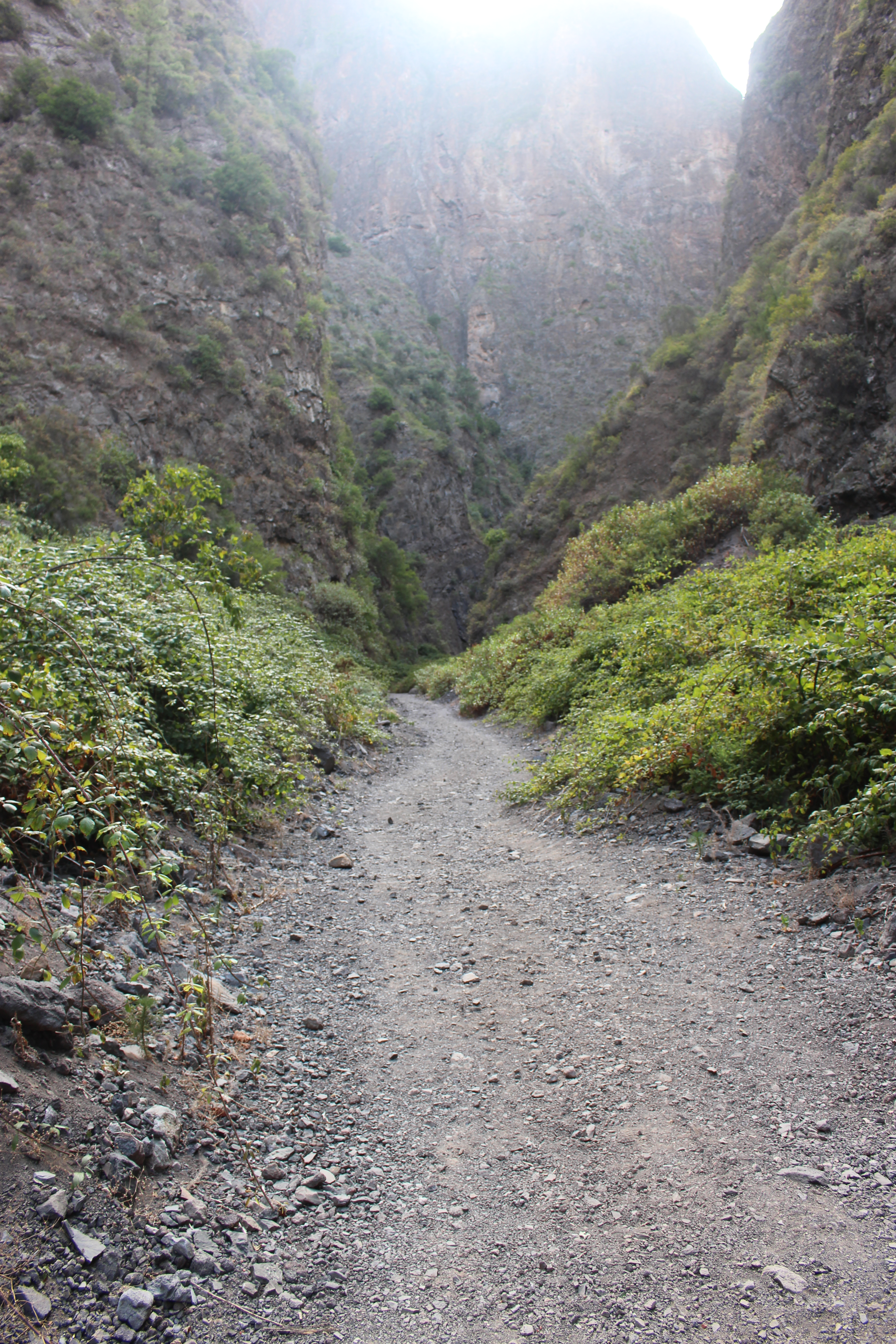
Barranco de Badajoz, lugar en donde tienen lugar los hechos.

Se cree que esta leyenda surgió entre finales del siglo XIX y principios del XX, en concreto entre 1890 y 1910. La historia se desarrolla en la localidad de Güímar en la isla de Tenerife, en donde unos padres enviaron a su pequeña hija al cercano barranco de Badajoz a buscar fruta, pero la niña desapareció.
Se inició una búsqueda frenética por parte de los vecinos de la localidad, sin obtener resultados. Al cabo de un tiempo, la niña se dio por irrecuperable y los vecinos volvieron a sus quehaceres. Varias décadas después, la niña tocó a la puerta de la casa de sus padres, tenía el mismo aspecto que el día de su desaparición. Sus padres que ya habían envejecido no podían ocultar su sorpresa y asombro ante lo sucedido.
La niña contó a sus padres lo sucedido: tras haber llegado al barranco, exhausta se había quedado dormida al pie de un peral, hasta que un ser muy alto vestido de blanco la despertó. Este ser le pidió a la niña que lo acompañara al interior de una cueva, esta hizo caso a sus indicaciones, pues le inspiró confianza. Descendieron por la cueva, en donde encontraron un jardín en el que habían más seres como el que la había guiado hasta allí. La niña entabló una conversación con ellos, pero el ser que la había introducido en aquel lugar la guio de nuevo a la salida de la cueva y se despidió de ella. La niña creyó que solo había pasado un pequeño lapso de tiempo, pero en realidad habían transcurrido veinte años o cuarenta según las fuentes.